# Alexander Valley AVA
Alexander Valley AVA ligger i Sonoma County, nord for byen Healdsburg i Californien og inden for det område, der kaldes San Francisco Bay Area. Dalen ligger også inden for det, der kaldes Wine Country regionen, som et et område i det nordlige Californien, kendt for sin vindyrkning. Dalen er omkring 35 km lang og 3-11 km bred. AVA’et omfatter ca 35.000 hektar, og omkring 7.000 af disse er tilplantet med vin.
Russian River løber gennem dalen, og på begge sider af denne ligger adskillige vingårde og vinproducenter, omkring 40 i alt. Den mest benyttede drue i dalen er cabernet sauvignon, men der dyrkes også zinfandel, merlot, chardonnay, Sauvignon Blanc og viognier m.fl. Blandt områdets mere kendte vingårde og -producenter er Alexander Valley Vineyards, Geyser Peak Winery, Robert Young Estate Winery og Silver Oak Cellars.
Dalen har haft sin AVA godkendelse siden 1984.

## Eksterne referencer
- Om Alexander Valley hos Appellation America.com
- Hjemmeside for Organisationen af vvindyrkere i Alexander Vallley

38°45′N 122°54′V / 38.75°N 122.9°V